# Behnam Habibi
Behnam Habibi  (persisch بهنام حبیبی; * 25. März 1989 in Arak) ist ein iranischer Fußballspieler.

## Karriere
Behnam Habibi spielte von Juli 2009 bis Juni 2016 für die iranischen Vereine Hepco Arak FC, Hamyari Arak, Shahrdari Arak FC und Aluminium Novin Arak FC. Wo er vorher gespielt hat, ist unbekannt. Im November 2017 ging er in die Türkei. Hier spielte er bis Ende September 2019 für Manisaspor. Anschließend spielte er für eine Spielzeit für den in Nordzypern beheimateten Binatlı Yılmaz SK. Nach einem Jahr Vertragslosigkeit ging er im Sommer 2021 nach Thailand. Hier schloss er sich dem Drittligisten Chamchuri United FC an. Mit dem Verein aus der Hauptstadt Bangkok spielte er 24-mal in der Bangkok Metropolitan Region der Liga. Der Bangladesh Police FC, ein Erstligist aus Bangladesch, nahm ihn im November 2022 unter Vertrag. Bis August 2023 bestritt er vier Erstligaspiele. Die Saison 2023/24 spielte er in Indonesien beim Zweitligisten Perserang Serang. Am Ende der Saison musste er mit dem Klub in die dritte Liga absteigen. Von April 2024 bis Juni 2024 stand er in Afghanistan beim Attack Energy FC unter Vertrag. Im Juni 2024 zog es ihn nach Thailand. Hier unterschrieb er in Nakhon Pathom einen Vertrag beim Erstligisten Nakhon Pathom United FC. Nach einem Monat wurde sein Vertrag wieder aufgelöst. Im Januar 2025 wechselte er zum philippinischen Erstligisten Mendiola FC 1991.